# Halicyclops aberrans
Halicyclops aberrans är en kräftdjursart som beskrevs av Rocha 1983. Halicyclops aberrans ingår i släktet Halicyclops och familjen Cyclopidae. Inga underarter finns listade i Catalogue of Life.